# Zborówek (Sainte-Croix)
Pour les articles homonymes, voir Zborówek.
Zborówek est une localité polonaise de la gmina de Pacanów, située dans le powiat de Busko en voïvodie de Sainte-Croix.